# Francières (Oise)
 Francières  es una población y comuna francesa, en la región de Picardía, departamento de Oise, en el distrito de Compiègne y cantón de Estrées-Saint-Denis.

## Demografía
| 452 | 431 | 307 | 362 | 440 | 476 |
| Para los censos de 1962 a 1999 la población legal corresponde a la población sin duplicidades (Fuente: INSEE [Consultar]) |     |     |     |     |     |